# Rasputin (2023)
Rasputin ist eine deutsche Filmkomödie des Regisseurs Moses Wolff aus dem Jahr 2023. Der Film wurde in Anlehnung an den Stummfilm Rasputins Liebesabenteuer und als Hommage an den expressionistischen Film in Schwarzweiß gedreht.

## Handlung

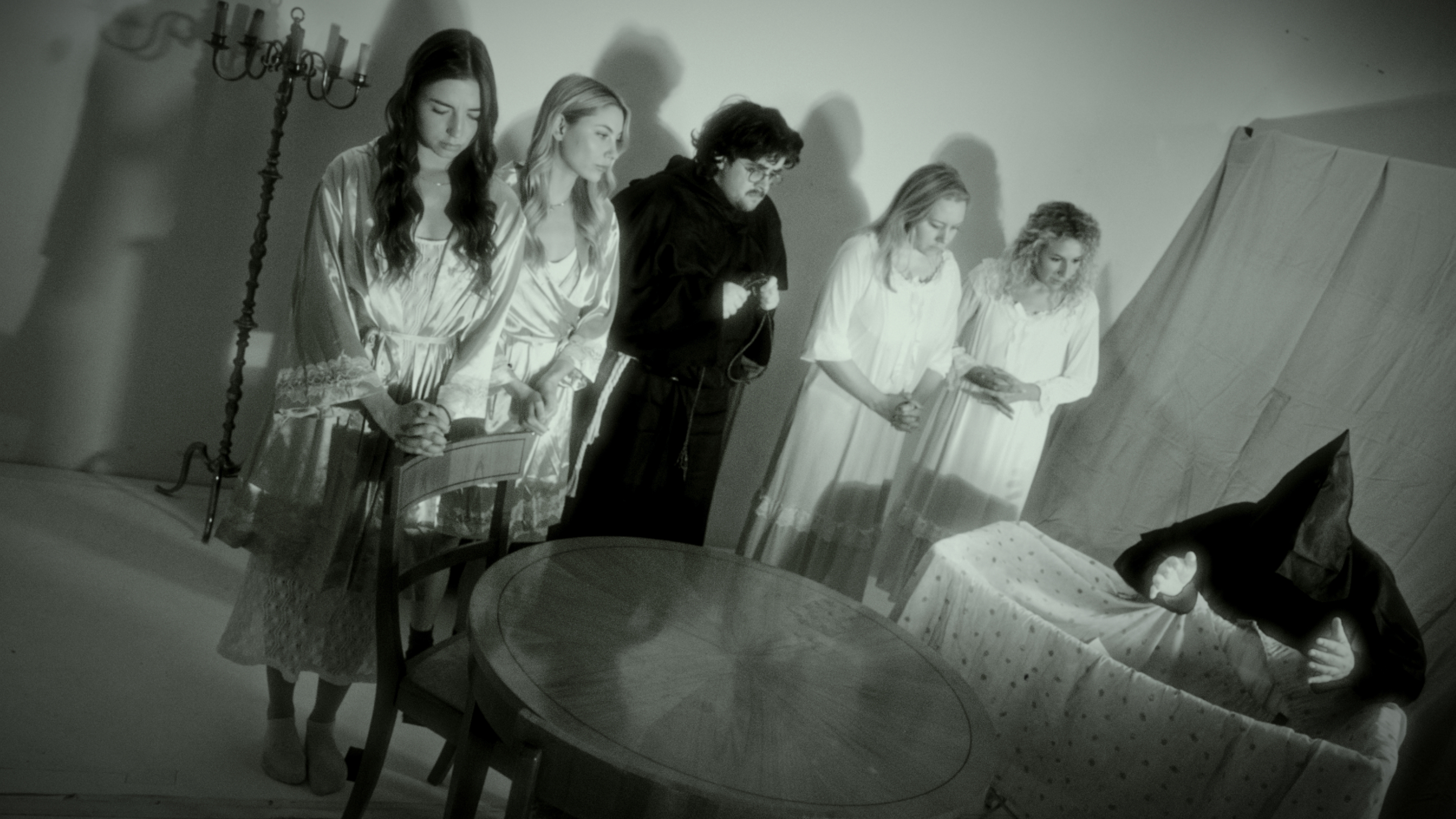
Still aus dem Film, v. l. n. r.: Chiara Kremer, Pia Helen Gildein, Camillo Rota, Katja Meyer, Tasja-Selina Fischer, Moses Wolff.

Die Handlung ist an die russische Historie angelehnt und schildert das Leben und Wirken des Grigori Jefimowitsch Rasputin (1869–1916).
Rasputin, einem Wanderprediger, gelingt es, den todkranken Sohn des Zaren zu heilen. Die Ehrungen und Privilegien, die er dafür erhält, nutzt er aus, um sich „gottgesandten“ Versuchungen auszusetzen, diesen bewusst zu erliegen und durch die nachfolgende Reue das Heil zu erlangen. Die sinnlichen Zwischenmenschlichkeiten am Hofe wecken Eifersucht und Zorn des Zaren und eines Bischofs, doch schließlich sorgt Rasputins Nähe zu Gott und seine damit verbundene Kraft für einen Sieg der Liebe und der Spiritualität.

## Produktion und Veröffentlichung
Der Film wurde auf private Initiative und ohne öffentliche Fördermittel produziert.
Die von Christin Henkel komponierte Filmmusik wurde am 17. Mai 2023 für den Deutschen Musikautor*innenpreis der GEMA nominiert.
Die Premiere des Films fand am 16. Mai 2023 im Filmtheater Sendlinger Tor in München statt.

## Kritik
Die Süddeutsche Zeitung schrieb über den Film: „Ein schön trashiges Melodram in expressionistischer Stummfilm- und früher Fritz-Lang-Ästhetik.“
Thilo Wydra schrieb in der Münchner Abendzeitung: „Rasputin ist nun wahrlich kein faktentreuer dröger Geschichtsunterricht, sondern ein zwischen komödiantischer Humoreske, trashigem Experimentalstück und poetischer Phantasmagorie wild alternierendes Filmstück – ziemlich schrill, ziemlich schräg und vor allem herrlich surreal.“